# Rhodostrophia grumaria
Rhodostrophia grumaria là một loài bướm đêm trong họ Geometridae.